# 早川 (綾瀬市)
早川（はやかわ）は、神奈川県綾瀬市の地名。丁番を持たない単独町名で、住居表示未実施。

## 地理
市内中央部から西部、相模野台地内の目久尻川と比留川の間の台地上に位置する。海老名市との境界から綾瀬市役所南側まで、北西から南東に広がっている。
北で海老名市国分南・小園・小園南、東で寺尾釜田・早川城山・深谷上・深谷中、南で落合北・吉岡東・吉岡・綾西、西で海老名市国分寺台とそれぞれ接するほか、北端（小園橋周辺の目久尻川上）で海老名市望地ともわずかに接する（特記ないものは綾瀬市）。
|      | 説明                            | 座標                                                                      |
| ---- | ------------------------------- | ------------------------------------------------------------------------- |
| 東端 | 神奈川県道42号・45号 早川交差点 | 北緯35度25分40.7秒 東経139度25分56.3秒 / 北緯35.427972度 東経139.432306度 |
| 西端 | 神奈川県道406号 瓢箪塚古墳付近  | 北緯35度26分52.4秒 東経139度24分8.4秒 / 北緯35.447889度 東経139.402333度  |
| 南端 | 神奈川県道45号線上              | 北緯35度25分33.7秒 東経139度25分48.4秒 / 北緯35.426028度 東経139.430111度 |
| 北端 | 目久尻川 小園橋付近             | 北緯35度26分57.5秒 東経139度24分23.1秒 / 北緯35.449306度 東経139.406417度 |

### 河川
- 目久尻川

## 歴史
鎌倉時代には、当地に渋谷氏の居城である早川城が存在した（現在の早川城山地内）。

### 沿革
- 江戸時代 - 高座郡早川村成立。
  - 1633年（寛永10年） - 旗本石川氏・太田氏・加々爪氏知行。
  - 1697年（元禄10年） - 幕府領および旗本太田氏・加々爪氏知行。
  - 幕末 - 旗本松平氏・太田氏・加々爪氏知行。
- 1868年（明治元年） - 早川村、神奈川府を経て神奈川県に所属。
- 1889年（明治22年）4月1日 - 町村制施行により高座郡綾瀬村大字早川となる。
- 1945年（昭和20年）4月1日 - 綾瀬村が町制施行し、綾瀬町となる。
- 1975年（昭和50年）7月1日 - 南西部で住居表示実施、綾西1丁目-5丁目として分立[5]。
- 1978年（昭和53年）11月1日 - 綾瀬町が市制施行し、綾瀬市となる。
- 1990年（平成2年）11月5日 - 南東部で住居表示実施、吉岡東として分立。
- 2000年（平成12年）8月28日 - 東部で住居表示実施、早川城山1丁目-5丁目として分立[5]。
- 2002年（平成14年）10月28日 - 一部を早川城山1丁目・5丁目に編入[5]。

## 世帯数と人口
2022年（令和4年）3月1日現在（綾瀬市発表）の世帯数と人口は以下の通りである。
| 大字 | 世帯数 | 人口    |
| ---- | ------ | ------- |
| 早川 |        | 2,243人 |

### 人口の変遷
国勢調査による人口の推移。
| 年                 | 人口  |
| ------------------ | ----- |
| 1995年（平成7年）  | 2,593 |
| 2000年（平成12年） | 2,329 |
| 2005年（平成17年） | 2,294 |
| 2010年（平成22年） | 2,234 |
| 2015年（平成27年） | 2,235 |
| 2020年（令和2年）  | 2,185 |

### 世帯数の変遷
国勢調査による世帯数の推移。
| 年                 | 世帯数 |
| ------------------ | ------ |
| 1995年（平成7年）  | 726    |
| 2000年（平成12年） | 756    |
| 2005年（平成17年） | 767    |
| 2010年（平成22年） | 785    |
| 2015年（平成27年） | 821    |
| 2020年（令和2年）  | 826    |

## 学区
市立小・中学校に通う場合、学区は以下の通りとなる（2018年2月時点）
| 番地                                       | 小学校             | 中学校             |
| ------------------------------------------ | ------------------ | ------------------ |
| 162〜1754 1985〜2152 2179〜2612 2630〜2631 | 綾瀬市立綾西小学校 | 綾瀬市立城山中学校 |
| その他                                     | 綾瀬市立早園小学校 | 綾瀬市立城山中学校 |

## 事業所
2021年（令和3年）現在の経済センサス調査による事業所数と従業員数は以下の通りである。
| 大字 | 事業所数  | 従業員数 |
| ---- | --------- | -------- |
| 早川 | 211事業所 | 4,874人  |

### 事業者数の変遷
経済センサスによる事業所数の推移。
| 年                 | 事業者数 |
| ------------------ | -------- |
| 2016年（平成28年） | 212      |
| 2021年（令和3年）  | 211      |

### 従業員数の変遷
経済センサスによる従業員数の推移。
| 年                 | 従業員数 |
| ------------------ | -------- |
| 2016年（平成28年） | 3,699    |
| 2021年（令和3年）  | 4,874    |

## 交通
地内を通る鉄道路線はない。

### バス
綾瀬市役所のバスターミナルに各方面への路線バスが発着するほか、海老名市との境界である県道406号線上を相鉄バスの路線が通過している。
- 神奈川中央交通
  - 長22系統 綾瀬市役所・長後駅西口行き
  - 長38系統 綾瀬車庫・長後駅西口行き
  - さ02系統 さがみ野駅・吉岡工業団地行き（綾瀬市役所を経由する）
  - さ03系統 さがみ野駅・吉岡工業団地行き（綾瀬市役所を経由しない）

この他、地内を通過するがバス停のない路線が数系統存在する。
- 相鉄バス
  - 綾11系統 吉岡芝原・海老名駅行き
  - 綾12系統 綾瀬市役所・国分寺台経由海老名駅行き
  - 綾41系統 綾瀬市役所・綾瀬車庫経由海老名駅行き
  - 綾43系統 綾瀬市役所・早川経由海老名駅行き
  - 綾45系統 綾瀬車庫行き（急行・休日1本のみ）
  - 綾51系統 綾瀬市役所・釜田経由海老名駅行き
  - 綾61系統 早川中央第3・海老名駅行き（急行）
  - 綾62系統 早川中央第3・海老名駅行き
- 綾瀬市コミュニティバス
全系統が綾瀬市役所発着。
  - 1号車 かしわ台駅前ロータリー行き
  - 2号車 相模大塚駅行き
  - 3号車 上土棚団地前循環 綾瀬市役所行き
  - 4号車 長後駅西口行き
  - 5号車 高座屋内温泉プール行き

### 道路
高速道路
- 東名高速道路 - 地内北部を北東から南西に通過。施設なし（綾瀬スマートインターチェンジ - 海老名サービスエリア間）。

主要地方道
- 神奈川県道42号藤沢座間厚木線 - 東端を通過。
- 神奈川県道45号丸子中山茅ヶ崎線 - 南端を通過。

一般県道
- 神奈川県道406号吉岡海老名線 - 西端を通過、海老名市との境界をなす。

## 施設

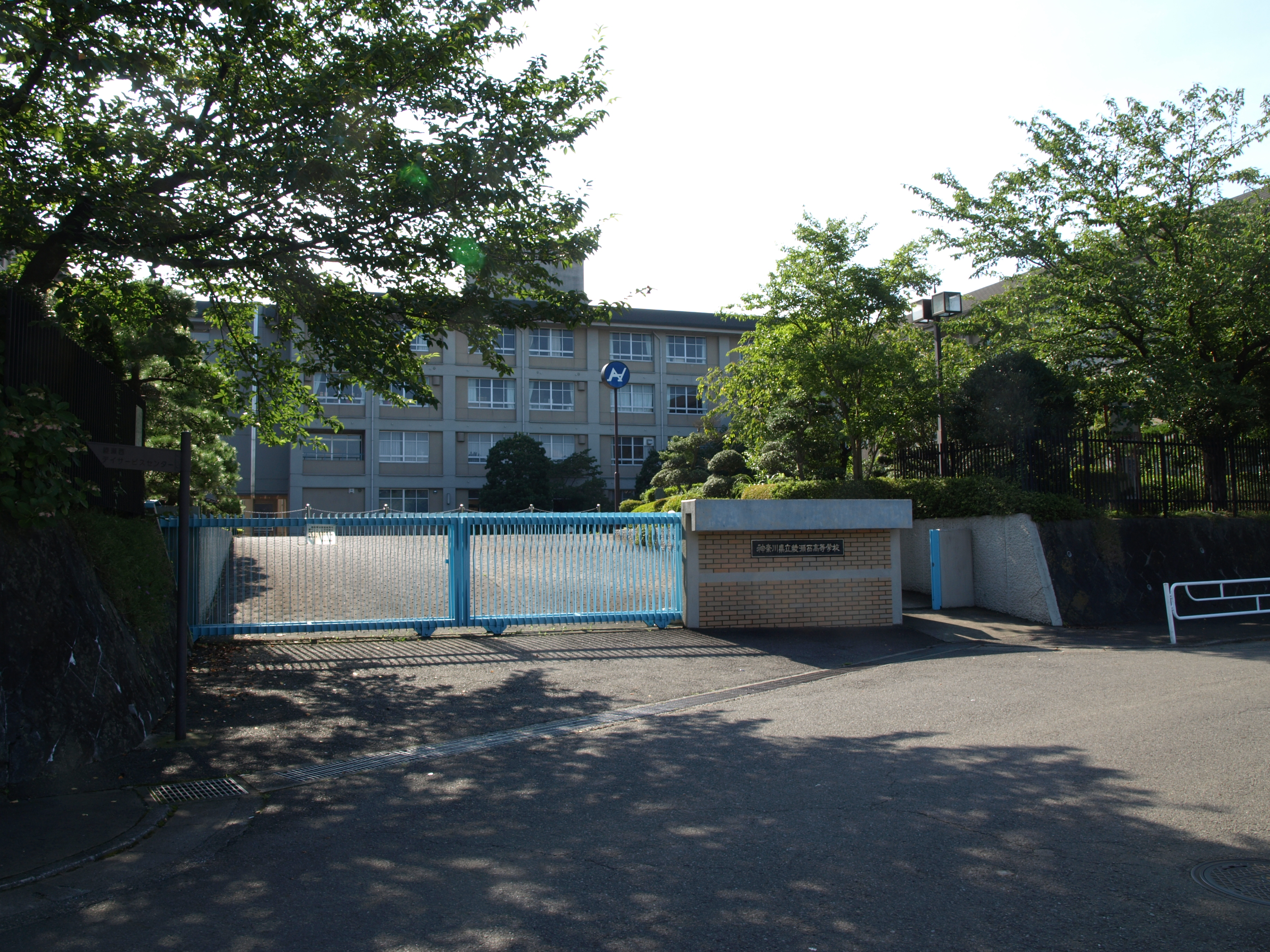
神奈川県立綾瀬西高等学校

- 綾瀬市役所
- 綾瀬市立城山中学校
- 神奈川県立綾瀬西高等学校
- おとぎ保育園
- 綾瀬市消防団早園分団
- 綾瀬市立早園地区センター
- JAさがみ綾瀬集出荷場
- 長泉寺
- 龍洞院
- 五社神社（wikidata）
- 第六天神社
- 江川天神社
- さがみの公園[15]
- 東名公園[15]
- 峰山公園[15]
- 東山公園[15]
- 早川工業団地
  - 東ソー東京研究センター
  - 相模中央化学研究所
  - 秋本食品本社
- さがみ野工業団地

## その他

### 日本郵便
- 郵便番号 : 252-1123[3]（集配局 : 綾瀬郵便局[16]）。